# Dionizy VI (syryjsko-prawosławny patriarcha Antiochii)
Dionizy VI (ur. ?, zm. ?) – w latach 1088–1090 74. syryjsko-prawosławny Patriarcha Antiochii.